# Paweł Christow
Paweł Christow Iwanow (bg. Павел Христов Иванов; ur. 3 lutego 1951 w Kapitan Andreewo) – bułgarski zapaśnik walczący w stylu klasycznym. Olimpijczyk z Moskwy 1980, gdzie zajął czwarte miejsce w kategorii 48 kg.
Brązowy medalista mistrzostw świata w 1979. Drugi na mistrzostwach Europy w 1973 i 1979 roku.
- Turniej w Moskwie 1980

Pokonał Kenta Anderssona ze Szwecji, Reijo Haaparantę z Finlandii i Vincenzo Maenzę z Włoch a przegrał z Constantinem Alexandru z Rumunii i w rundzie finałowej z Żaksylykiem Uszkempirowem z ZSRR.